# Вишніченко Сергій Іванович

Вишніченко Сергій Іванович (нар. 01.03.1960 -......) – кандидат медичних наук, лікар-психіатр вищої кваліфікаційної категорії, психотерапевт, доцент товариства символдрами України ім. Ханскарла Льойнера (ТСУ ІМ. ХАНСКАРЛА ЛЬОЙНЕРА) та АОРС КІП Україна, керівник Дніпропетровського регіонального відділення ТСУ, доцент кафедри управління людським фактором  Навчально – наукового інституту неперервної освіти (ННІНО) Національного авіаційного університету

## Життєпис
Навчався:
1980-1986  - Вінницький медичний інститут ім. М.І. Пирогова, за спеціальністю лікувальна справа, серія ЛВ № 378151
2019 – 2021 - Вищий навчальний заклад «Міжрегіональна Академія управління персоналом», факультет: Освітня програма Публічне управління та адміністрування акредитована Міністерством освіти і науки України; кваліфікація: ступінь вищої освіти магістр галузь знань Публічне управління та адміністрування; спеціальність Публічне управління та адміністрування, спеціалізація: Адміністративний менеджмент, 14.06.2021 р. диплом магістра М21 № 0355453.
2010 – 2017 - Південно – Східний Інститут Психоаналізу  (ПСІП), 350 год., сертифікат  № 1 від 19 лютого 2017 р.
Загальний стаж роботи:  46 років
Стаж роботи за спеціальністю психіатра: 31 рік
Стаж роботи на керівній посаді (Начальник відділення амбулаторної психіатричної допомоги центру психіатричної допомоги та професійного психофізіологічного відбору ГУМВС України в Дніпропетровській області): 7 років
Науково-педагогічний стаж: 19 років.
Фактично є досвід роботи з військовослужбовцями, починаючи з 1994 року по 2017 рік працював лікарем-психіатром (з 2010 по 2017 роки працював начальником амбулаторної психіатричної допомоги) в системі МВС України в Дніпропетровській області. Обслуговували особовий склад МВС, МЧС, НГУ. Здійснювали супровід співробітників (психологічний, психотерапевтичний, психіатричний).
Працював з поліцейськими, військовослужбовцями строкової служби, за контрактом,  мобілізованими, військовими які поверталися на фронт. 
В серпні 2022 року працював в Житомирській області з підрозділом ЗСУ, який був виведений «з нуля» на ротацію і після відновлення бійці поверталися «на нуль». Бригада фахівців складалася з 14 спеціалістів (два лікаря і психологи). В основному проводилася групова форма роботи (4 групи, які поверталися на фронт і 2 групи новобранців).
В травні-червні 2023 року працював в Івано-Франківській області за програмою: «Відновлення під час війни» і разом з Олександрою Когут, доктором психологічних наук описали досвід роботи з військовими в статі: «РЕЗУЛЬТАТИ АПРОБАЦІЇ  ПРОГРАМИ РЕАБІЛІТАЦІЇ ВІЙСЬКОВОСЛУЖБОВЦІВ».
В листопаді 2023 року приймав участь в соціально значущому міжнародному проекті, спрямованому на благодійну місію – психологічну реабілітацію українських родин, особливо постраждалих від війни за програмою: «Відновлення під час війни». Надавалася психіатрична, психологічна та психотерапевтична допомога військовослужбовцям  НГУ.

## Досвід роботи, займані посади
·      Вересень 1977 -листопад 1979 - Психоневрологічний диспансер, санітар, м. Кривий Ріг
·      Грудень 1979 – квітень 1986 – Навчання у медичному інституті, м. Вінниця
·      Жовтень 1982 – червень 1983 - Вінницька обласна лікарня, санітар кардіологічного відділення, м. Вінниця
·      Червень 1983 – липень 1986 - Вінницька обласна лікарня, медична сестра кардіологічного відділення, м. Вінниця
·      Серпень 1986 – січень 1988 - Криворізький психоневрологічний диспансер, лікар-психіатр, м. Кривий Ріг
·      Лютий 1988 – березень 1990 – служба в армії
·      Квітень 1994 – березень 1998 - Лікар-психіатр лікарні Криворізького міського управління УМВС України в Дніпропетровській області, м. Кривий Ріг
·      Березень 1988 – жовтень 2008  - Лікар-психіатр відділення психіатричної допомоги та професійного психофізіологічного відбору центру психіатричної допомоги та професійного відбору УМВС Дніпропетровської області, м. Кривий Ріг
·      Жовтень 2008 – січень 2010 - Лікар-психіатр відділення психіатричної допомоги та професійного психофізіологічного відбору центру психіатричної допомоги та професійного психофізіологічного відбору ГУМВС України в Дніпропетровській області, м. Кривий Ріг
·      Січень 2010 – листопад 2015 - Начальник відділення амбулаторної психіатричної допомоги центру психіатричної допомоги та професійного психофізіологічного відбору ГУМВС України в Дніпропетровській області, м. Кривий Ріг
·      Листопад 2015 – березень 2017 - Начальник відділення амбулаторної психіатричної допомоги центру психіатричної допомоги та професійного психофізіологічного відбору ДУ «ТМО МВС України по Дніпропетровській області», м. Дніпро
·      Березень 2017 – серпень 2019 - Доцент кафедри медичної біології та теоретичної медицини Інституту менеджменту та охорони здоров’я,        м. Київ
·      Серпень 2019 – жовтень 2022 – Доцент кафедри загально-медичних дисциплін і психосоматики в ПрАТ «ВНЗ «МАУП», м. Київ
·      Жовтень  2022 – по серпень 2023 - Доцент кафедри загальномедичних дисциплін та соціальної фармації  в ПрАТ «ВНЗ «МАУП», м. Київ
·      Жовтень 2019 – по теперішній час – Доцент кафедри управління професійною освітою Навчально-наукового інституту неперервної освіти Національного авіаційного інституту, м. Київ

## Нагороди та ранги
Кандидат медичних наук – спеціальність Психіатрія; тема дисертації Вишніченко С.І.: Профілактика психічної дезадаптації у співробітників органів внутрішніх справ; ДУ «Інститут неврології, психіатрії та наркології НАМН України». – Х., 2014. 

## Наукова діяльність
Автор 25 наукових публікацій з психіатрії та психотерапії
1.       Профілактика і методи раннього виявлення психічних розладів у працівників органів внутрішніх справ та кандидатів на службу / Шаповалов Д.О., Білоконь В.П., Вишніченко С.І., Білинська М.К., Мальована О.В., Гузар Л.П., Неборак Ю.О. // Методичні рекомендації з організації психопрофілактичної роботи серед особового складу на допомогу керівникам органів та підрозділів внутрішніх справ, психіатрам, психологам, психотерапевтам. – м. Дніпропетровськ, 2011. – 37 с.
2.       Вишниченко С.И. О важности и значении основ профилактики психической дезадаптации / С.И. Вишниченко //  Сборник материалов VIII межрегиональной научно-практической конференции «Современные направления и перспективы развития медицинской реабилитации». – г. Москва, 10 – 11 октября 2012 г. – С. 57 – 60.
3.        Юр’єва Л.М., Вишніченко С.І. Особливості синдрому вигорання у працівників органів внутрішніх справ / Л.М. Юр’єва, С.І. Вишніченко // Таврический журнал психиатрии. – 2012. – Т. 16, № 4 (61). – С. 175 – 180.
4.        Юр’єва Л.М., Вишніченко С.І. Акцентуації особистості у працівників органів внутрішніх справ з непсихотичними психічними розладами  /Л.М. Юр’єва,  С.І. Вишніченко  //  Український Вісник психоневрології.  – 2013. – Т. 21, вип. 1 (74). – С. 103 – 106.
5. Вишніченко С.І. Показники невротизації та стан психічної дезадаптації   у працівників органів внутрішніх справ  / С.І. Вишніченко  // Медичні перспективи.  № 2, том XVIII, 2013 р. – С. 79 – 84.
6. Вишніченко С.І. Модель профілактичних заходів направлених на раннє виявлення психічної дезадаптації серед працівників органів внутрішніх справ /  С.І. Вишніченко         //       Психічне здоров’я. – № 1 (38) 2013. – С. 27 – 32.
7.   Вишніченко С.І. Проблема психічної дезадаптації у співробітників органів внутрішніх справ / С.І. Вишніченко        // Таврический журнал психиатрии. – 2013. – Т. 17, № 1 (62). С. 107 – 113.
9. Вишніченко С.І. Профілактика психічної дезадаптації у співробітників органів внутрішніх справ / С.І. Вишніченко // Автореферат на здобуття наукового ступеня кандидата медичних наук. – 2014. – Харків. С. 21
10. Вишніченко С.І. Профілактика психічної дезадаптації у співробітників органів внутрішніх справ / С.І. Вишніченко : дис. на здобуття наукового ступеня канд. мед. наук : спец. 14.01.16 Психіатрія ; ДУ «Інститут неврології, психіатрії та наркології НАМН України». – Х., 2014.
11. Юрьева Л.Н., Вишниченко С.И. Особенности психоэмоционального состояния военнослужащих воинской части Национальной гвардии, пребывавших в зоне антитеррористической операции / Л.Н. Юрьева, С.И. Вишниченко // Архів психіатрії. – 2014. Т. 20, № 3 (78). – С. 131.
12. Система психопрофілактики серед особового складу органів та підрозділів внутрішніх справ Дніпропетровської області / Шаповалов Д.О., Білоконь В.П., Вишніченко С.І., та ін. // Методичні рекомендації на допомогу керівникам органів та підрозділів внутрішніх справ, психіатрам, психологам, психотерапевтам. –  м. Дніпропетровськ, 2014. – 40 с.
13. Діагностика психічної дезадаптації серед співробітників органів внутрішніх справ : метод. рекомендації / уклад. Л.М. Юр’єва, Н.О. Марута, С.І. Вишніченко, М.М. Денисенко //.– Харків, – Дніпропетровськ, 2015. – 55 с.
14. Соціально-стресові розлади (клініка, діагностика, профілактика): колективна монографія за редакцією професора П.В. Волошина, професора Н.О. Марути. – Харків: Видавець Строков Д.В., 2016.– 335 с. / Юр’єва Л.М., Вишніченко С.І. Психічна дезадаптація у співробітників органів внутрішніх справ: діагностика, профілактика та корекція //  – Харків: Видавець Строков Д.В., 2016. – С. 315 – 335.
15.   Методичні рекомендації щодо написання курсових робіт для студентів спеціальності «Психологія» з дисципліни «Актуальні проблеми соціальної психології» (освітньо-кваліфікаційний рівень – спеціаліст) / уклад. Вишніченко С.І. // Кривий Ріг, 2016. – 37 С.
16. Динаміка психічних та поведінкових розладів серед військовослужбовців Національної гвардії України (2014—2017 роки) / Юр’єва Л. М.,                     Шустерман Т. Й., Вишніченко С. І. (Дніпро, Київ) // УКРАЇНСЬКИЙ ВІСНИК ПСИХОНЕВРОЛОГІЇ. 2018. Том 26, випуск 4 (97) 1 С. 5-10.
17. Вишніченко С.І. «Сутнісні перетворення» в Україні – фактор погіршення стану психічного здоров’я населення / С.І. Вишніченко // Соціально-правова парадигма і проблеми сутнісних перетворень в Україні: збірник тез регіонального науково-практичного семінару (22 листопада 2018 року)/ Редкол.: Макарова Т.М. (гол. ред.) та ін. – Кривий Ріг : КФ ДДУВС, 2018. – 149 с. – С. 24-28.
18. Шизофренія: причини виникнення, особливості прояву та лікування / О. К. Напрєєнко, Н. Ю. Напрєєнко, К. М. Логановський, Т. К. Логановська, С. І. Вишніченко, Ю. Юліна // Антропологія – 2019 / 2. С. 10 – 18. ==https://scholar.google.com.ua/citations?user=TKlhkOoAAAAJ&hl=uk&oi=sra</==
19. Аналіз феноменів тривоги та депресії у перші тижні війни: гендерно-вікові аспекти / Л.М. Юр'єва, С.І. Вишніченко, А.В. Шорніков // Психосоматична медицина та загальна практика Vol. 7 No. 1 (2022) DOI: 26766/pmgp.v7i1.351
20. Когут О. О., Вишніченко С. І. РЕЗУЛЬТАТИ АПРОБАЦІЇ ПРОГРАМИ РЕАБІЛІТАЦІЇ ВІЙСЬКОВОСЛУЖБОВЦІВ / О.О. Когут, С.І. Вишніченко // Науковий вісник Ужгородського національного університету, 2023. Серія Психологія. Випуск 3. Видавничий дім «Гельветика», 2023. С. 109 – 115. Офіційний сайт видання: ==www.psy-visnyk.uzhnu.uz.ua. DOI <nowiki>https://doi.org/10.32782/psy-visnyk/2023.3.22</== 
21. Вишниченко С.И. Что такое символдрама? / С.И. Вишниченко // Актуальные проблемы медицины: Сборник научных трудов. Под ред. Проф. Дубовской Н.Г. – Днепропетровск: Наука и образование, 2002. – С. 109 – 111.
22. Вишниченко С.И. Возможности символдрамы / С.И. Вишниченко // Актуальные проблемы медицины: Сборник научных трудов. Под ред. Проф. Дубовской Н.Г. – Днепропетровск: Наука и образование, 2002. – С. 111 – 112.
23. Вишниченко С.И. Значимость «ассоциативного эксперимента» в решении проблем личности / С.И. Вишниченко // Психоанализ и общество. Материалы научной конференции: для научных работников, психотерапевтов, психологов, психиатров, аспирантов и студентов вузов. – Днепропетровск, 2006. – С. 18 – 23.
24. Вишниченко С.И. Значимые переживания личности / С.И. Вишниченко // Психоанализ и общество. Материалы научной конференции: для научных работников, психотерапевтов, психологов, психиатров, аспирантов и студентов вузов. – Днепропетровск, 2006. – С. 23 - 31.
25. Вишниченко С.И.  Интерпретация без интерпретации в символдраме как психоаналитически ориентированной психотерапии / С.И. Вишниченко //  «Феномен залежності: соціальні та психологічні аспекти». Матеріали третьої всеукраїнської науково – практичної конференції в рамках проекту: «Психоаналіз і суспільство» 17 – 18 травня 2008 р., м. Дніпропетровськ, 2008. – с. 17 – 21. 

## Приналежність до професійних організацій та статус в організації
·      Українська спілка психотерапевтів (УСП), супервізор УСП
·      Асоціація організацій розвитку символдрами кататимно-імагінативної психотерапії (АОРС КІП), доцент АОРС КІП, супервізор АОРС КІП
·      Товариство символдрами України ім. Ханскарла Льойнера, доцент та супервізор
·      Директор ГО   «Ментал Едвайзер Груп» / ГО «МЕГ» /  Mental Health Advisory Group, PO / PO «MAG”

## Упровадження в практичну діяльність, навчальний процес
·      «Профілактика і методи раннього виявлення психічних розладів у працівників органів внутрішніх справ та кандидатів на службу»;    
·      «Діагностичний алгоритм по виявленню психічної дезадаптації серед працівників органів внутрішніх справ»;
·      «Символдрама в системі профілактики психічної дезадаптації працівників внутрішніх справ»;
·      Програма «Відновлення під час війни» з реабілітації військовослужбовців.